# 伊尔马里·基安托

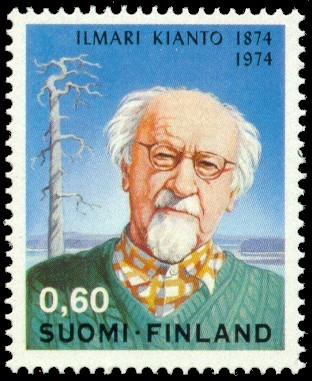
芬兰邮政在1974年发行的纪念基安托百年诞辰的邮票

伊尔马里·基安托（芬蘭語：Ilmari Kianto，1874年5月7日—1970年4月27日）是一位在20世纪上半叶影响重要的芬兰作家。他的作家生涯长达60年，期间他创作了60本书。然而他的声誉基本上来自两部描述贫苦民众的小说《红线》（Punainen viiva，1909年）和《吕叙兰塔的约塞皮》（Ryysyrannan Jooseppi，1924年）。这些书的缘故，他以描述卡伊努区穷苦农民生活的“荒野作家”而著称。
基安托的原名为伊尔马里·卡兰纽斯（Ilmari Calamnius），但在约翰内斯·林南科斯基的建议下他在1906年把自己的姓氏改为“基安托”。他也使用安泰罗·阿沃米耶利（Antero Avomieli，avomieli意为“开明”）及“Salanimi”（意为“化名”）作为化名。在通信交往中他使用伊尔马里·伊基-基安托（Ilmari Iki-Kianto，iki意为“永远”）。